# Стеньгач, Виталий Владимирович
Вита́лий Влади́мирович Стеньга́ч (укр. Віталій Володимирович Стеньгач, 28 декабря 1922 год, село Турчинцы — 3 января 1996 год, село Маков, Дунаевецкий район, Хмельницкая область, Украина) — председатель колхоза «Украина» Дунаевецкого района Хмельницкой области. Герой Социалистического Труда (1966). Депутат Верховного Совета УССР 8 — 9 созывов.

## Биография
Родился 28 декабря 1922 года в крестьянской семье в селе Турчинцы. В 1940 году призван на службу в Красную Армию. Окончил Севастопольское высшее военно-морское училище.
В годы Великой Отечественной войны служил на корабле «Червона Украина» на Северном флоте. В 1943 году вступил в ВКП(б).
После демобилизации с 1946 до 1949 года работал счетоводом конторы «Заготзерно» и учителем средней школы.
С 1949 года служил в органах МГБ. С 1955 по 1958 год — начальник пожарно-сторожевой охраны Маковского сахарного завода Хмельницкой области.
С 1958 по 1961 год — председатель исполнительного комитета Дунаевецкого поселкового совета Хмельницкой области, председатель колхоза имени Дзержинского Дунаевецкого района, кладовщик Маковского сахарного завода.
С 1961 по 1996 год — председатель колхоза «Украина» села Маков Дунаевецкого района. С 1961 года колхоз стал специализироваться на откорме крупного рогатого скота. Вывел колхоз в передовые сельскохозяйственные предприятия Хмельницкой области. Под его руководством в селе Маков был построен асфальтовый завод и разнообразные социально-культурные объекты. Маков стал первым газифицированным селом в Хмельницкой области.
Колхоз досрочно выполнил задания восьмой пятилетки, сдав сверх плана 18,7 тысячи центнеров мяса, около 100 тысяч яиц и 100 тысяч центнеров сахарной свеклы. За эти выдающиеся трудовые достижения был удостоен в 1966 году звания Героя Социалистического Труда.
Окончил заочно Высшую партийную школу при ЦК КПСС. Избирался депутатом Верховного Совета УССР 8 — 9 созывов, областного, районного и сельского советов народных депутатов и делегатом XXIV съезда КПСС.
Скончался 3 января 1996 года в селе Маков Дунаевецкого района.

## Сочинения
- Передовий досвід виробництва яловичини.- К.: Урожай, 1965.- 56с
- Не тот теперь Маков // Образ жизни, рождённый Октябрём.- К., 1977.- С. 62-69.

## Награды
- Герой Социалистического Труда — указом Президиума Верховного Совета СССР от 22 марта 1966 года
- Орден Ленина (трижды — 1966, 1971, 1976)
- Орден Октябрьской Революции (1973)
- Орден Отечественной войны 2 степени